# Ecthoea quadricornis
Ecthoea quadricornis – gatunek chrząszcza z rodziny kózkowatych i podrodziny zgrzypikowych. Jedyny przedstawiciel rodzaju Ecthoea.

## Zasięg występowania
Gatunek ten występuje w Ameryce Południowej i Środkowej, notowany w Kostaryce, Panamie, na Trynidadzie, w Kolumbii, Ekwadorze, Peru, Wenezueli, Surinamie, Gujanie, Gujanie Francuskiej i północnej Brazylii (stany Amazonas, Roraima i Pará).